# Liamine Zéroual
Liamine Zéroual (en arabe : اليمين زروال, en berbère : ⵍⵉⴰⵎⵉⵏ ⵣⴰⵔⵡⴰⵍ), né le 3 juillet 1941 à Batna, en Algérie, est un général et un homme d'État algérien. Il dirige l'Algérie en tant que président de l’État puis comme président de la République algérienne démocratique et populaire entre 1994 et 1999.
Élevé au rang de général en 1988, il est promu commandant des Forces terrestres de son pays en 1989 et devient ministre de la Défense en 1993 dans le Haut Comité d'État. Il conserve ce poste jusqu'en 1994.
Nommé président de l'État en période de crise, il remporte l'élection présidentielle de 1995 avec 61,3 % des voix. Il ne se représente pas en 1999.

## Carrière militaire

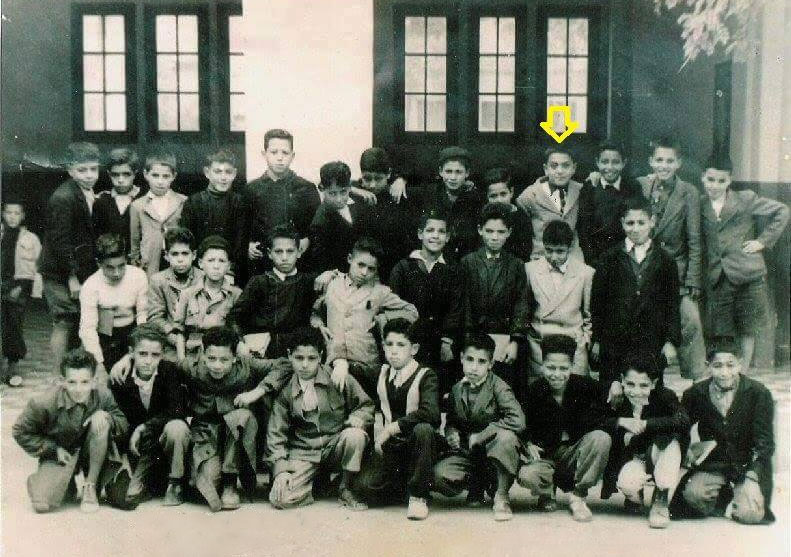
Liamine Zeroual à l'école primaire de Batna dans les années 1950.

Liamine Zéroual naît à Batna en Algérie. Issu d'une famille d'origine berbère des Nememcha , dans l'Aurès. Inscrit à l'École du Stand (allées Ben Boulaïd, ex-allées Bocca), il participe très tôt à la révolution algérienne ; en 1957, âgé de 16 ans, il rejoint les rangs de l’Armée de libération nationale (ALN), branche armée du Front de libération nationale (FLN), pour combattre l'ordre colonial français (armée française). Après l'indépendance de l'Algérie, Liamine Zéroual suit une formation militaire au Caire en Égypte, puis à Moscou en Union soviétique (1965-1966) et enfin à Paris. Diplômé de l’École militaire de Moscou et de l’École de Guerre de Paris, il exerce différentes fonctions au sein de l’Armée nationale populaire (ANP).
D’abord commandant de l'École d'application des armes de Batna en 1975, puis de l'Académie militaire interarmes de Cherchell en 1981, il devient commandant des régions militaires de Sahara (à Tamanrasset) en 1982, de Béchar (à la frontière marocaine) en 1984 et de Constantine en 1987. Élevé au rang de général en 1988, il est promu à la tête des forces terrestres en 1989. Il est cependant remercié la même année par le président Chadli Bendjedid, en désaccord, notamment avec le général Khaled Nezzar, à propos d'un plan de réorganisation de l'armée algérienne. Liamine Zéroual est alors muté dès l'année suivante en Roumanie comme ambassadeur, mais quitte rapidement le poste et retourne s'installer à Batna en se retirant de la vie politique.

## Parcours politique

### Ministre de la Défense
En juillet 1993, il est rappelé au poste de ministre de la Défense nationale dans le gouvernement du Haut Comité d'État (HCE) créé à la suite de la démission du président Chadli et de l'interruption du processus électoral en janvier 1992, remplaçant ainsi Khaled Nezzar. Partisan d'un dialogue avec tous les partis politiques du pays pour trouver « une solution consensuelle à la crise », il rencontra plusieurs fois les principaux dirigeants du Front islamique du salut (FIS) emprisonnés.

### Président de la République

#### Transition
Au sein du commandement militaire, entre les « réconciliateurs », favorables au dialogue, et les « éradicateurs », partisans de n'accorder aucune concession aux islamistes et à lutter sans faille contre le terrorisme, la personne de Liamine Zéroual apparaît comme un compromis, et c'est à ce titre qu'il est, à la suite de la conférence nationale, désigné le 30 janvier 1994 à la tête de l'État, remplaçant Ali Kafi, pour assurer la période de transition de trois ans. Il porte alors le titre de président de l'État. Il reste à la tête du ministère de la Défense.
À la suite de l'attentat de 1994 à l'hôtel Asni à Marrakech, où le roi Hassan II du Maroc accuse injustement l'Algérie d'être responsable (alors qu'il s'était avéré par la suite que les auteurs de cet attentat étaient 2 franco-marocains) et impose le visa aux Algériens et pratique férocement une expulsion manu militari des touristes algériens), Zéroual décide en riposte d'appliquer la réciprocité et de la fermeture de la frontière algéro-marocaine. Depuis, la frontière est toujours fermée. Le visa est levé en 2004 côté marocain et en 2005 côté algérien.
Le 15 janvier 1995, il exprime son mécontentement en jugeant intolérables les immixtions diplomatiques internationales faisant suite à la conclusion du contrat de Rome, dit plate-forme de Sant'Egidio, signé par les chefs politiques de l'opposition algérienne dénonçant une prétendue mainmise militaire de l'État. Ainsi, dans le but de mettre fin à la période de transition, il organise de manière anticipée une élection présidentielle en 1995, la première à scrutin pluraliste en Algérie.

#### De plein exercice
Remportant le scrutin, il est élu président de la République le 16 novembre 1995 avec 61,3 % des voix. Il prête serment le 27 novembre. Le jour même, il reconduit dans ses fonctions le chef du gouvernement Mokdad Sifi et son cabinet jusqu'à la fin de l'année.
Ayant fait le constat de l'échec du rapprochement avec les représentants modérés du FIS dissous, eux-mêmes dépassés par l'émergence d'importants groupes terroristes, meurtriers, comme le GIA, Liamine Zéroual rompt le dialogue avec les islamistes et mène une politique d'« éradication des groupes terroristes ».
La Constitution de 1996 augmente considérablement les pouvoirs du président de la République même si elle limite le nombre de mandats à deux. Des proches du président fondent le 21 février 1997 le Rassemblement national démocratique (RND), à la veille des élections législatives algériennes du 5 juin 1997. Le RND y remporte une large majorité, et appuie le pouvoir de Liamine Zéroual.
Mais des tensions de plus en plus pressantes dans les cercles du pouvoir algérien amènent Liamine Zéroual à se retirer. Alors que son mandat prend fin en novembre 2000, il annonce ainsi, le 11 septembre 1998, dans son discours à la nation, la tenue d'une élection présidentielle anticipée pour février 1999, à laquelle il ne se présente pas,,.

## Après la présidence
Il quitte la présidence de la République le 27 avril 1999. Son successeur est un ancien ministre et proche de Houari Boumédiène, du FLN, Abdelaziz Bouteflika. Il s'agit de la première passation de pouvoir entre deux présidents élus.
À la suite de l'hospitalisation du président Abdelaziz Bouteflika en mai 2013, des rumeurs persistantes le désignent comme son probable successeur à la présidence de la République. Cependant, il refuse de se présenter à la présidentielle de 2014. Le 19 mars, l'ancien président de la République s'exprime contre le quatrième mandat et estime que la révision constitutionnelle de 2008 a compromis « le processus de redressement national » ; il plaide pour un mandat de transition. Cette lettre a fait réagir la classe politique algérienne.
Lors des manifestations de 2019 en Algérie réclamant le départ du président de Abdelaziz Bouteflika, Zéroual est approché pour mener une transition. Il refuse ainsi, selon ses dires, une offre de Saïd Bouteflika et du général Toufik. La proposition consistait au maintien de Bouteflika en échange de sa nomination à la tête du gouvernement.
En avril 2020, dans le cadre de la pandémie de coronavirus, il annonce faire don d'un mois de sa pension de retraite. Le 15 juin 2020, il est reçu au palais d'El Mouradia par le président Abdelmadjid Tebboune, élu en décembre 2019, et lui apporte son soutien.
Le 19 octobre 2023, il participe à une « marche de solidarité avec la Palestine » organisée à Batna dans le contexte de la guerre à Gaza.

## Vie privée
Marié, Liamine Zéroual est père de trois enfants.